# Herman Gordijn
Herman Gordijn (né Hermanus Gerardus Gordijn à La Haye le 16 mai 1932 et mort à Terschuur le 25 mai 2017) est un peintre et un graphiste néerlandais.
Son œuvre est considérée comme appartenant au réalisme lyrique,.

## Biographie
Entre 1950 et 1955 il suit une formation à l’Académie Royale des Beaux-Arts de La Haye. En 1960 il s’établit à Amsterdam. Il travaille par la suite aussi dans ses ateliers à Puéchabon près de Montpellier, et Barneveld (Gelderse Vallei (nl)). Dans les années 60 et 70, en plus de son activité de peintre et de graphiste, il a produit de très nombreux costumes et décors pour les compagnies de théâtre.
De 1969 à 1987 il est enseignant à l’Académie Gerrit Rietveld à Amsterdam.
Herman Gordijn est également connu pour ses portraits monumentaux de commande, comme celui de la reine Beatrix des Pays-Bas en 1982, de l’actrice Charlotte Köhler, de l’acteur Ton Lutz (nl), de Miep (nl) et Loek Brons (1988).

En 2014 il a été fait chevalier de l’Ordre du Lion néerlandais.
Des œuvres de Gordijn se trouvent au musée Stedelijk (Amsterdam), au musée d’Amsterdam, au musée MORE à Gorssel, à la salle Laeken de Leyde, au musée de Dordrecht et au Musée d’art moderne d’Arnhem.
Son œuvre a donné lieu à la réalisation de plusieurs documentaires pour la télévision ainsi que de nombreux livres.

## Source
- (nl) Cet article est partiellement ou en totalité issu de l’article de Wikipédia en néerlandais intitulé « Herman Gordijn » (voir la liste des auteurs).

1. ↑  Kunstschilder Herman Gordijn overleden, nos.nl, 26 mei 2017
2. ↑   Le peintre d’un monde fébrile - nrc.nl, 26 mei 2017
3. ↑  dbnl– Herman Gordijn